# Odontomyia nyassica
Odontomyia nyassica är en tvåvingeart som först beskrevs av Lindner 1944.  Odontomyia nyassica ingår i släktet Odontomyia och familjen vapenflugor.
Artens utbredningsområde är Tanzania. Inga underarter finns listade i Catalogue of Life.